# 鈴木美園
鈴木 美園（すずき みその、6月11日 - ）は日本の女優。東京都出身で、趣味は映画鑑賞、散歩、ヨガ、ピラティス。資格は英検3級。ALBA所属。主に声優、舞台女優として活動している。2007年7月、池袋シアターグリーンにおける現代劇『ALICE』にて主演を務めた。死んだり死に切れなかったりする役柄が多い。当初はブログを持たなかったためアリス稽古場日誌などに書いていたが、アリス公演直前の2007年6月15日に公式ブログ「ユスラユメ」を開設し、以後はそちらでほぼ連日更新していた。
2017年現在はTwitterにて近況を発信している。

## 主な出演
- Tegami（2007年4月、ザムザ阿佐ヶ谷） - 並木ちゃん役
- ALICE 〜もう一つのアリスの物語（2007年7月6日 - 9日、池袋シアターグリーン） - アリス役（主演）
- 魚人街（2007年11月9日 - 11日、新宿スペース107） - [4]
- ロッキン・ローリン・サンシャイン・グラウンド（2007年11月30日 - 12月3日、中野ウエストエンドスタジオ） - [5]
- CHANGE THE WORLD 〜ロミオ & ジュリエット〜（2008年3月12日 - 16日、笹塚ファクトリー） - ジュリエット役[6]（主演）
- VERSUS（2008年10月8日 - 13日、ウッディシアター中目黒） - 藤原美月役[7]
- 「秋葉原女子学生会館」（2012年2月1日-5日、恵比寿エコー劇場） - 小松七緒役（脚本・演出＝岡本貴也）

## 出演

### テレビアニメ
- ユーリ!!! on ICE（2016年、アナウンス）
- 月がきれい（2017年、佐藤節子）
- 東京リベンジャーズ（2021年、女A）
- 結城友奈は勇者である -大満開の章-（2021年）
- パリピ孔明（2022年、カップル）

### 劇場アニメ
- 夏へのトンネル、さよならの出口（2022年）

### Webアニメ
- ケンガンアシュラ（2019年、呉風水[8]） - 2シリーズ

### 吹き替え

#### 映画
- 俺たちハングオーバー 史上最悪のメキシコ横断（2014年）
- 神は死んだのか（2014年）
- 不良探偵ジャック・アイリッシュ 3度目の絶体絶命（2014年）
- アグネスと幸せのパズル（2018年）

#### ドラマ
- グッド・ワイフ シーズン5
- グッド・ファイト（ルッカ・クイン〈クシュ・ジャンボ〉[9]）
- ツタンカーメン 呪われた王家の血